# Hunter (band)
Hunter is een Poolse heavy metal band, opgericht in 1985 in Szczytno door Paweł Grzegorczyk en Grzegorz Sławiński. De naam van de band komt van de titel van het nummer Die Hard The Hunter van Def Leppard.

## Bezetting
Huidige bezetting
- Paweł Grzegorczyk 'Drak'
- Dariusz Brzozowski 'Daray'
- Piotr Kędzierzawski 'Pit'
- Michał Jelonek 'Jelonek'
- Konrad Karchut 'Saimon'
- Arkadiusz Letkiewicz 'Letki'

Voormalige leden
- Cezary Studniak
- Michał Grzymysławski
- Robert Ropiak 'Mooha'
- Mirosław Szymańczak 'Walker'
- Janusz Enerlich
- Marek Kosakowski 'Kosa/Carlos'
- Tomasz Goljaszewski 'Goliash'

- Grzegorz Sławiński 'Brooz'
- Marek 'Mariasz' Dyba
- Marek Musik 'Musik'
- Paweł Żełobowski 'Żaba'
- Krzysztof Raczkowski 'Docent'
- Tomasz Kasprzyk

## Geschiedenis
In 2004-2009 was de band Hunter gastheer van het festival Hunterfest. Het vond elk jaar in augustus plaats in Szczytno op het strand van de stad. 2009 was de laatste editie van dit festival. Buitenlandse bands die speelden waren Sepultura, Fear Factory en Napalm Death.

## Discografie

### Studioalbums
- 1995: Requiem (Meridian Publishing)
- 2003: Medeis (Rubicon/Pomaton EMI)
- 2005: T.E.L.I... (Metal Mind Productions)
- 2009: HellWood (Mystic Production)
- 2012: Królestwo (Tune Project/Mystic Production)
- 2013: Imperium (Tune Project/Fonografika)

### Verdere publicaties
- 2001: Live (Rubicon, cd)
- 2004: Przystanek Woodstock (Złoty Melon/Pomaton EMI, dvd)
- 2006: HolyWood (Metal Mind Productions, dvd+cd)
- 2011: XXV lat później (Mystic Production, dvd, cd, digitale download)

### Muziekvideo's
- 1995:	Freedom
- 1995: Screamin' Whispers
- 2002:	Kiedy umieram
- 2003:	Fallen
- 2005:	T.E.L.I.
- 2005: Pomiędzy niebem, a piekłem
- 2009:	Labirynt Fauna
- 2009: Strasznik
- 2012:	Trumian Show
- 2012: PSI
- 2013:	O wolności
- 2013: Imperium uboju